# Desideri Lombarte
Desideri Lombarte (Peñarroya de Tastavins (Aragón, España), 1937 - Barcelona (España) 1989) fue un escritor e investigador español en lengua catalana.

## Biografía
Nace en el Mas del Molinar, situado en el término de Peñarroya de Tastavins, en plena guerra civil española. Cuando finaliza la escuela de su pueblo, debe marchar interno a Alcañiz para estudiar el bachillerato elemental. Después, vuelve a casa y trabaja de labrador en la finca familiar. Son unos años muy duros para el mundo agrario y esta situación se agrava a raíz de la fuerte helada del 1956. El año siguiente, a los diecinueve años, emigra a Barcelona, como tantos otras jóvenes de la zona, donde se quedará a vivir manteniendo un estrecho contacto con su pueblo. Se casa con Rosalía, de la misma población, con quien tiene tres hijas y trabaja como delineante. A los cuarenta y cuatro años, la gravedad de su estado de salud, con afecciones renales y cardíacas y la crisis en el sector de la construcción le obligan a dejar el trabajo. Ante estos problemas, Desideri responde dedicándose a su gran pasión: escribir e investigar. Así, su trayectoria como escritor se concentra en los diez últimos años de su vida. Una década prodigiosa, corta pero intensa, durante la cual produce una extensa y variada obra. En 1989, a los cincuenta y tres años, le llega la muerte cuando estaba en el momento más rico y prolífico de su trayectoria literaria.
Es uno de los escritores contemporáneos más importantes de la literatura en catalán en Aragón. Literariamente es un hombre completo: destaca como poeta, pero también escribe teatro y novela, hace trabajos de búsqueda histórica y antropológica, artículos de opinión, además de numerosos dibujos para ilustrar sus trabajos.
Con un lenguaje popular y aparentemente sencillo, escribe principalmente sobre temas relacionados con su tierra natal: las tradiciones, el paisaje, la gente, la villa, las leyendas, la historia, los sentimientos... Un mundo rural que desaparece y que él recupera a través del ritmo de la palabra, con una mirada nostálgica y romántica, pero también reflexiva y a veces crítica e irónica.
También fue un importante dinamizador cultural que participó en los movimientos culturales que emergen con fuerza en los años ochenta con la ilusión de la democracia. Entre otras cosas, trabajó mucho por la dignificación de su lengua en Aragón y fue miembro fundador y vicepresidente de la Asociación Cultural del Matarraña y uno de los organizadores en Aragón del II Congreso de la Lengua Catalana (1986).
Publicó en todo tipo de soportes: revistas culturales, diarios, programas de fiestas de las poblaciones de la comarca, etc. Sólo vio dos libros publicados y la mayor parte de su obra ha sido publicada a partir de los años noventa, tras su muerte. Recibió ayudas para la búsqueda y la publicación, tanto desde el gobierno de Aragón como de Cataluña.
El cantautor Tomás Bosque publicó en 2024 el disco Tomás Bosque canta a Desideri Lombarte, con canciones basadas en los poemas de Lombarte.

## Obra

### Poesía
- Romanços de racó de foc i poemes de vida i mort, Colección Pa de casa, Diputación General de Aragón, Departamento de Cultura y Educación, Zaragoza 1987. (pdf)
- Romanços mai contats. Boires i borrims, Gobierno de Aragón. Colección Literaturas de Aragón, Zaragoza 1994. (pdf)
- A l’ombra de les roques del Masmut, Ed. Associació de Consells Locals de la Franja, Associació Cultural del Matarranya i Institut d’Estudis del Baix Cinca, Col·lecció Quaderns de la Glera, Calaceite 1991.
- Sentències comentades. Voldria ser, Ed. Associació Cultural del Matarranya, Col·lecció Lo Trull, Calaceite 1993.
- Cartes a la molinera. La bona vida i la mala bava, Ed. Associació Cultural del Matarranya. Col·lecció Lo Trull, Calaceite 1995.
- Miracles de la Mare de Déu de la Font i altres poesies esparses, Ed. Associació Cultural del Matarranya, Calaceite 1999.
- Ataüllar el món des del Molinar, Ed. Associació Cultural del Matarranya, Calaceite 2000.

### Teatro (1983-1985)
- Pena-roja i Vallibona, pobles germans, Colección Pa de casa, Ed. Dirección General de Aragón, Departamento de Cultura i Educación, Zaragoza 1987. (pdf)
- Teatre inèdit, Ed. Associació de Consells Locals de la Franja, Associació Cultural del Matarranya, Institut d’Estudis del Baix Cinca i Sisalls Edicions, Col·lecció Quaderns de la Glera, Calaceite 1992.

### Narrativa (1986-1987)
- Memòries d’una desmemoriada mula vella, Sírius edicions, Calaceite 1997.
- A ti no te conozco, Boletín del CESBA (Centro de Estudios Bajo Aragoneses, núm 7). Alcañiz, 1995, p. 199-213.

## Investigación (1981-1989)
- Masos del Matarranya i Pena-roja, trabajo becado por la Dirección General de Difusión Cultural de la Generalidad de Cataluña (inédito).
- Firmes de notaris i altres personatges que van viure o van estar a la vila de Pena-roja (inédito)
- 600 anys de toponímia a la vila de Pena-roja, Ed. Xarxa cultural, Col·lecció Llibres de Ponent III, Calaceit 1990, trabajo becado por la Dirección General de Difusión Cultural de la Generalidad de Cataluña.
- Pena-roja, una vila a la frontera, Ed. Associació Cultural Tastavins, Alcañiz 1999.

## Dibujo (1981-1989)
- Històries d’Ilercavons (comic), Associació sorolla’t, n.°. 6, marzo, Calaceite, 1989, p.21-22.
- Pena-roja: cases i carrers, noms i malnoms y Mapa toponímic del terme d’Aiguaviva, Associació sorolla’t, n.°. 11, desembre, Ed. Associació Cultural del Matarranya, Calaceite, 2000.

## Premio Desideri Lombarte
El Gobierno de Aragón, a través del departamento de Política Lingüística, creó en 2017 el premio Desideri Lombarte destinado al "reconocimiento a una labor continuada o de especial notoriedad e importancia en cualquiera de los ámbitos sociales, culturales, deportivos, artísticos o económicos que supongan un destacado benefcio para el catalán de Aragón, teniendo especial consideración las actividades destinadas a la dignifcación, difusión, investigación, enseñanza o expresión literaria del catalán de Aragón y constituya un modelo y testimonio ejemplar para la sociedad aragonesa". De manera paralela, se constituyó el premio Chuana Coscujuela para el aragonés. Ambos galardones se entregan en el marco de la celebración de los actos programados con motivo del Día Europeo de las Lenguas.
| Año  | Galardonado/s                                           | Lugar de entrega                                                       |
| ---- | ------------------------------------------------------- | ---------------------------------------------------------------------- |
| 2016 | José Bada Panillo y Artur Quintana i Font               | Santuario «La Mare de Dėu de la Font», Peñarroya de Tastavins (Teruel) |
| 2017 | Seminari Autonòmic de professors/es de Llengua Catalana | Alcampell (Huesca)                                                     |
| 2018 | -                                                       | -                                                                      |
| 2019 | Grup de Teatre Garbinada de Mequinensa                  | Cine Sala Goya, Mequinenza (Zaragoza)                                  |